# Jairo Arreola
Jairo Randolfo Arreola Silva (ur. 20 września 1985 w Villa Nueva) – piłkarz gwatemalski grający na pozycji prawego pomocnika. Jest wychowankiem klubu CSD Comunicaciones.

## Kariera klubowa
Karierę piłkarską Arreola rozpoczął w klubie CSD Comunicaciones z miasta Gwatemala. W sezonie 2005/2006 zadebiutował w jego barwach w pierwszej lidze gwatemalskiej. W swojej karierze wywalczył: mistrzostwo fazy Apertura w 2008 roku oraz mistrzostwo Apertury i Clausury w sezonie 2010/2011.
| Sezon   | Klub               | Kraj      | Rozgrywki     | Mecze | Bramki |
| ------- | ------------------ | --------- | ------------- | ----- | ------ |
| 2005/06 | CSD Comunicaciones | Gwatemala | Liga Nacional | ?     | ?      |
| 2006/07 | CSD Comunicaciones | Gwatemala | Liga Nacional | 29    | 2      |
| 2007/08 | CSD Comunicaciones | Gwatemala | Liga Nacional | 15    | 0      |
| 2008/09 | CSD Comunicaciones | Gwatemala | Liga Nacional | 23    | 3      |
| 2009/10 | CSD Comunicaciones | Gwatemala | Liga Nacional | 32    | 5      |
| 2010/11 | CSD Comunicaciones | Gwatemala | Liga Nacional |       |        |

## Kariera reprezentacyjna
W reprezentacji Gwatemali Arreola zadebiutował 9 czerwca 2007 roku w wygranym 1:0 meczu Złotego Pucharu CONCACAF 2007 z Salwadorem i był to jego jedyny mecz w tym pucharze. W 2011 roku został powołany do kadry na Złoty Puchar CONCACAF 2011. Rozegrał na nim 2 mecze: z Hondurasem (0:0) i z Grenadą (4:0).